# Какисино
Какисино (бел. Какісіна) — озеро в Белоруссии в Лепельском районе, Витебской области. Озеро является одним из самых глубоких в Республике Беларусь. Озеро находится неподалёку от деревни Загорцы.
В 27 километра от озера находится город Лепель.
Озеро относится к бассейну реки Западной Двины.
Местность преимущественно равнинная, низинная, местами холмистая.
Большая часть местности озера поросшая кустарниками и редколесьем. Большая часть озера является болотистой.
Берега низкие, глинистые и песчаные, поросшие кустарником, местами редколесьем.
Прозрачность озера очень низка. Основное покрытие дна — илы и на глубине сапропели.
В озере обитают такие виды рыб как: лещ, щука, линь, плотва, окунь, красноперка и другие виды рыб. Также в озере водятся различные виды ракообразных.